# Luigi Benedetti (politico)
Luigi Benedetti (Trento, 7 agosto 1898 – 27 maggio 1962) è stato un politico italiano.

## Biografia
Medico trentino, impegnato in politica con la Democrazia Cristiana. Viene eletto senatore per la prima volta alle elezioni del 1948, confermando il proprio seggio anche a quelle del 1953. Dalla II legislatura è Presidente della 11ª commissione Igiene e sanità del Senato. Viene rieletto al Senato anche alle elezioni del 1958 e nella III legislatura continua a presiedere la stessa commissione, fino alla morte, sopraggiunta il 27 maggio 1962 all'età di 63 anni.